# 杉山和一

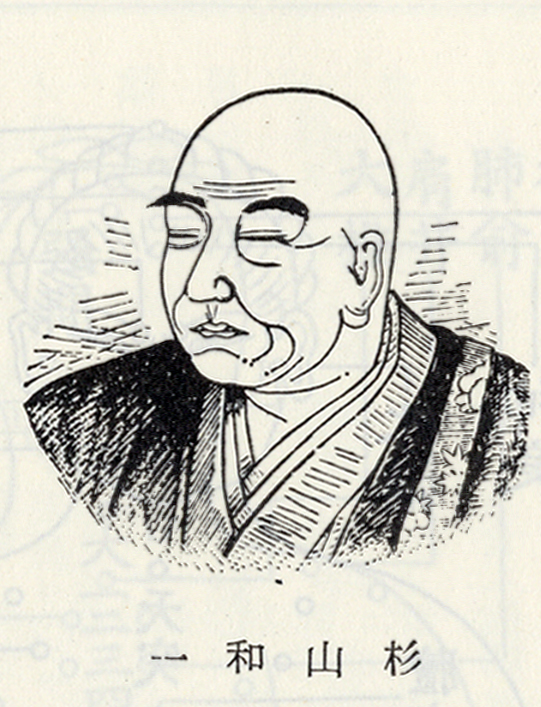
杉山和一（冨士川游の『日本の医学史』1904年より）

杉山 和一（すぎやま わいち、慶長15年（1610年） - 元禄7年5月18日（1694年6月10日））は、伊勢国安濃津（現在の三重県津市）出身の鍼灸師。検校であることから「杉山検校」とも称される。鍼を管に通して打つ施術法である管鍼（かんしん）法を創始したと伝えられる。鍼・按摩技術の取得教育を主眼とした世界初の視覚障害者教育施設とされる「杉山流鍼治導引稽古所」を開設した。これには鍼医として仕えた江戸幕府第5代将軍徳川綱吉の支援を受けた。
伯父は杉山四郎右衛門、杉山左門。弟子に三島安一がいる。大正13年（1924年）に正五位が追贈された。

## 略歴

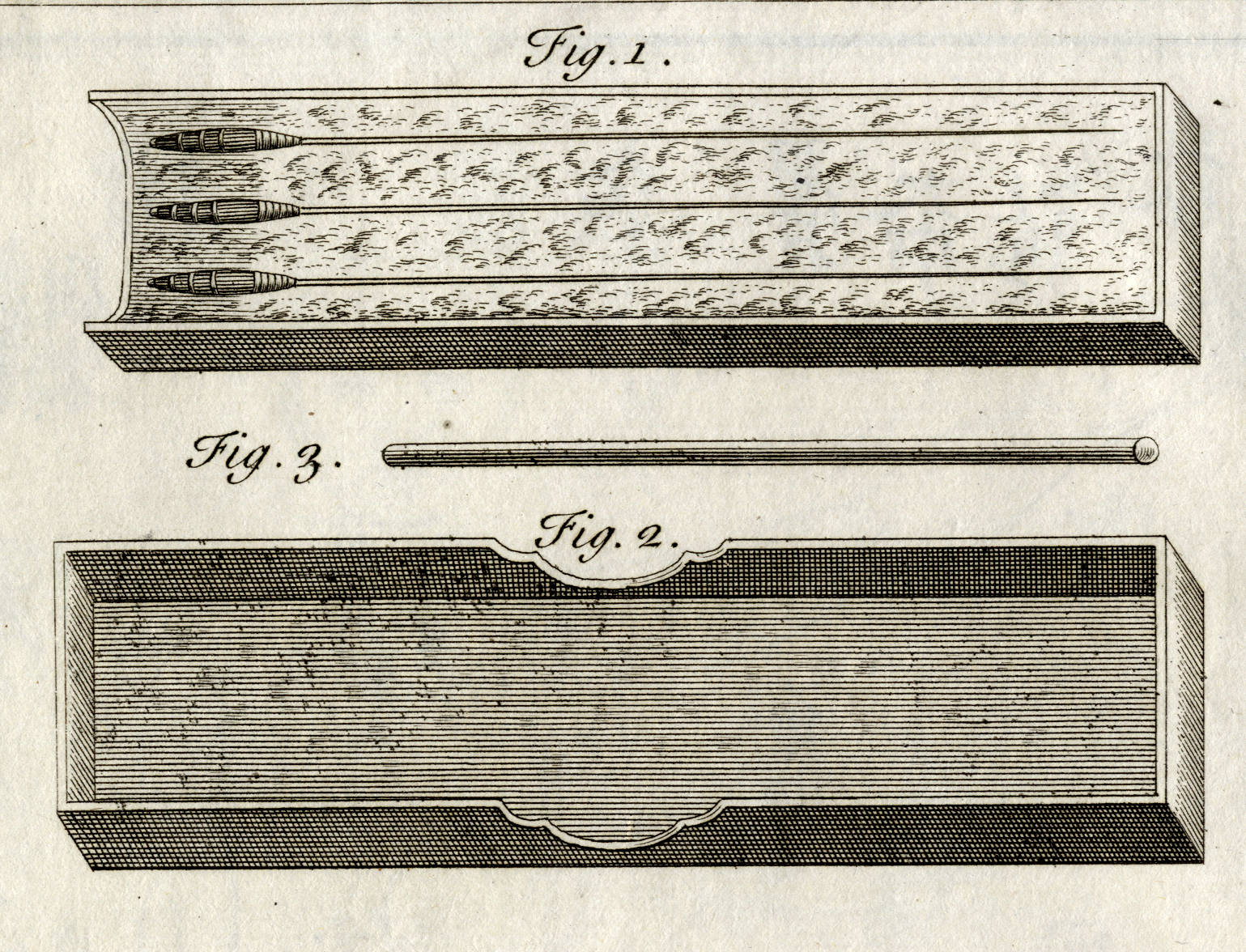
管鍼（Engelbert Kaempferの"The History of Japan"1727年 より）

津藩家臣、杉山重政の長男として誕生。幼名は養慶。幼い頃、伝染病で失明し、家を義弟である杉山重之に譲った。

### 江戸での修行時代
江戸で検校の山瀬琢一に弟子入りするも生まれつきののろさや物忘れの激しさ、不器用さによる上達の悪さが災いしてか破門される。
実家に帰る際に石に躓いて倒れた際に体に刺さるものがあったため見てみると竹の筒と松葉だったため、これにより管鍼法が生まれる。講談・落語『苦心の管鍼』の題材ともなった別伝では、鍼術を何とか上達させたいと江の島弁才天（弁財天、江島神社）で21日間の断食祈願に臨み、満願の日、木の葉に包まれた松葉が身体に触れたことで思いついたとされる。躓いたとされる石が江島神社参道の途中に「福石」と名付けられて名所になっている。東洋鍼灸専門学校校長で、杉山の生涯や鍼灸の歴史を研究する大浦慈観は、管鍼術は当時既にあった可能性もあるが、体系化して広めた功績は杉山に帰せられると評価している。

### 京都での修行時代
山瀬琢一の師でもある京都の入江良明を尋ねるも既に死去しており、息子の入江豊明に弟子入りすることとなった。入江流を極めた和一は江戸で開業し、大盛況となった。

### 検校（1670〜1694）
61歳で検校となり、72歳で徳川綱吉の鍼治振興令を受けて、鍼術再興のために鍼術講習所である「杉山流鍼治導引稽古所」を開設する。そこから多くの優秀な鍼師が誕生している。綱吉との本所一つ目の話は有名である（「本所一つ目」参照）。
和一は江戸にも鍼・按摩の教育の他、当道座（盲人の自治的相互扶助組織の一つ）の再編にも力を入れた。それまで当道座の本部は京都の職屋敷にあり、総検校が全国を統率していたので、盲人官位の取得のためには京都に赴く必要があった。和一は元禄2年（1689年）に関八州の当道盲人を統括する「惣禄検校」となった。綱吉から賜った本所一つ目の屋敷は「惣禄屋敷」と呼ばれこれ以後、関八州の盲人は江戸において盲人官位を得られるようになった。

### 没後（1694〜）

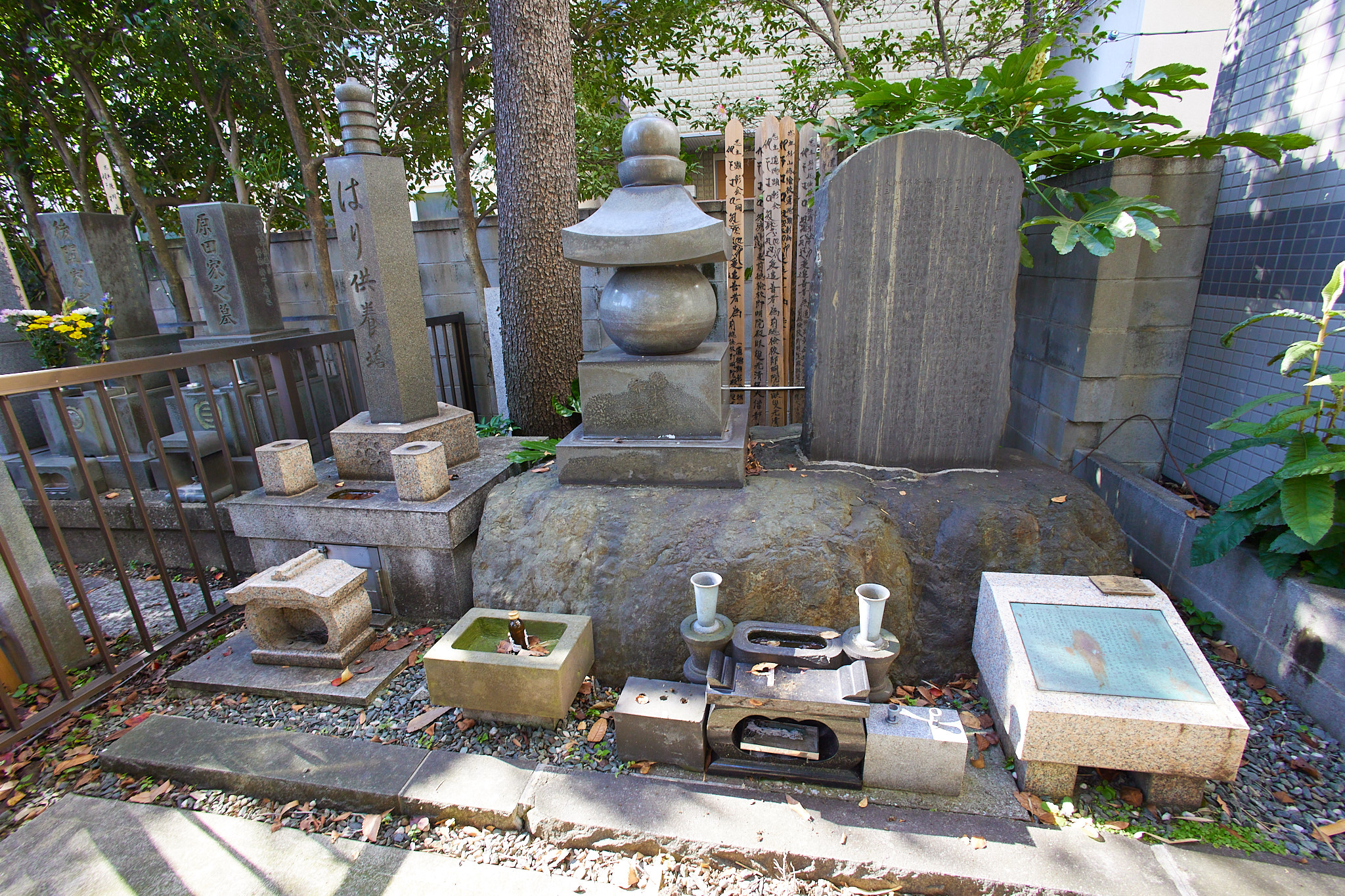
弥勒寺の杉山検校墓（2021年11月）

1694年（元禄7年）85歳で死去。命日は5月18日という説と、6月26日という説がある。江島神社と弥勒寺に葬られている。

## 杉山流鍼治導引稽古所
糀町（こうじまち）から道三河岸、鷹匠町の後、 元禄6年（1693年）から本所一つ目弁財天社内に開設された。この場所は、杉山和一が徳川綱吉から拝領した約1,900坪の土地の約半分で、現在は江島杉山神社（東京都墨田区）となっている。
ここでの教育は系統的になされており、学ぶ教科書や内用によって次の4段階にわかれていた。
- 初期教育（～18歳位）：
按摩・鍼各3年（計6年）の基礎教育。杉山三部書（『療治之大概集』『選鍼三要集』『医学節用集』）が教科書。
- 中期教育（～28歳位）：
現在の管鍼法の技術レベルまでの教育。杉山真伝流の『表の巻』が中心となる教科書。
- 後期教育（～32歳位）：
杉山流鍼学を他人に伝授できるレベルまでの教育。杉山真伝流目録の巻物一巻（真伝流の『表の巻』『中の巻』『奥龍虎の巻』）を教科書とし、終了時には『門人神文帳』一冊が伝授された。
- 最終教育（～50歳位）：
杉山真伝流秘伝一巻が伝授された。

### 視覚障害者教育施設開設年の比較
- 日本：「杉山流鍼治導引稽古所」（江戸、1680年前後）
- 海外：アユイによる視覚障害者教育（フランスのパリ、1784年）

（世界初の聾学校：「ド＝レペの聾学校」（パリ、1760年）

## 江島神社との関わり
管鍼術を江の島で感得したかどうかはともかく、杉山は江島神社への月参を老いても続け、三重塔を寄進したり、東海道からの道標を置いたりしたほか、綱吉から拝領した屋敷に弁財天を勧請した（後述）。生前の貞享2年（1685年）に造られた杉山検校の木像が江島神社内で再発見されて修復され、奉安殿で妙音弁財天とともに安置されている。

### 江の島弁才天道標

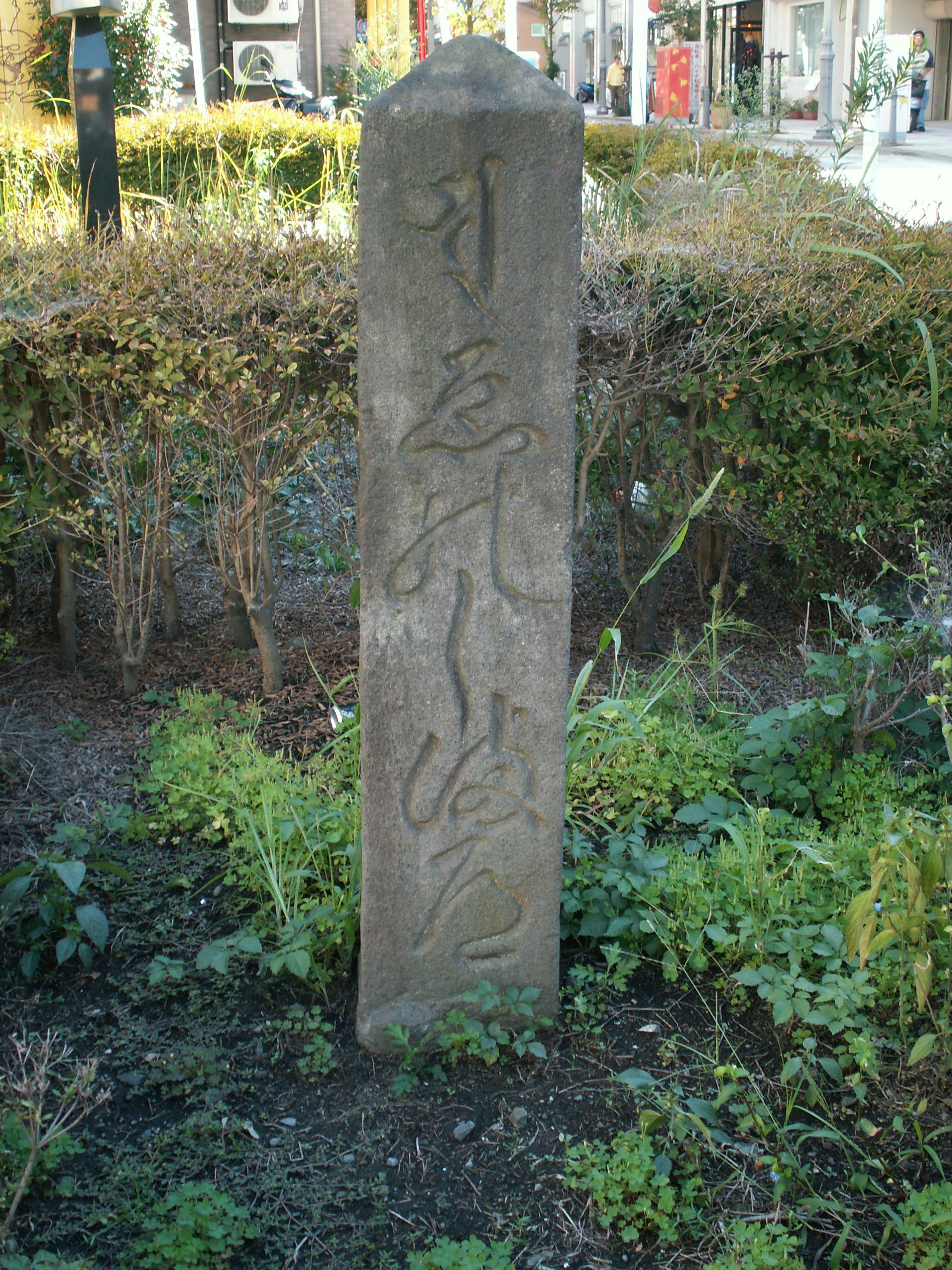
江ノ島道の道標（国道467号・神奈川県道306号藤沢停車場線分岐点のもの）

杉山和一は元禄2年（1689年）頃、江の島弁才天道標を江の島道沿いに建てたといわれている。全部で48基あったと言われているが正確な数はわかっていない。川柳にも詠まれている。全て高さ120 cm程度、幅･奥行き20cm程度と共通の規格を持った安山岩製の尖塔角柱型道標で、正面に弁才天の種子である梵字「सु（ソ）」と「恵乃之満遍（草書体）」、右面に「一切衆生」左面に「二世安樂」と彫られている。この種の石造物としては彫りが深い。これは、目の不自由な人のためといわれ、いかにも検校の建てたものらしい。
開発による破壊や好事家による盗難に遭い、現在残るものは少ないが、藤沢市の江の島弁才天道標12基は昭和41年（1966年）1月17日に市指定重要文化財（建造物）に指定された。現存の江の島弁才天道標は次の通り。
- 藤沢市西富1-4 遊行寺内眞徳寺の庭内（上半部のみ。移設）
- 藤沢市藤沢40先 国道467号・神奈川県道306号藤沢停車場線分岐点
- 藤沢市藤沢115先 藤沢市役所新館脇（藤沢市藤沢1丁目から移設）
- 藤沢市藤沢115先 藤沢市役所新館脇（藤沢市辻堂2-15-11先から移設）
- 藤沢市片瀬2-14 藤沢市立片瀬小学校南門脇
- 藤沢市片瀬3-6-5先 密蔵寺の先三叉路。側面に「左ゑのし満遍」と彫られた庚申供養塔と並立
- 藤沢市片瀬3-9-6 片瀬市民センター前（移設。藤沢市史第五巻には2基を掲載）
- 藤沢市片瀬3-10-15先 「西行の戻り松」脇（「西行のもどり松」と裏面に刻む。本蓮寺前より移設。裏向きに設置）
- 藤沢市片瀬海岸1-9-12先 州鼻通り旧なぎさ整備事務所前（170m南の地中から掘り出されたもの。頭部が一部欠落）
- 藤沢市江の島2-3-8 江島神社辺津宮参道石段右脇の福石前（移設?）
- 藤沢市藤沢2-4-7 白旗神社境内（移設。この他周辺に集められた庚申塔には「ゑのしまみち」と側面に彫られたもの2基あり）
- 藤沢市鵠沼神明2-2-24 法照寺入口脇（藤沢市鵠沼神明1丁目から移設。いたずらにより「一切衆生」が「二切衆生」となる）
- 藤沢市鵠沼海岸七丁目 民家の庭（藤沢市道鵠沼海岸線工事で破棄されそうだったものを保護移設）
- 鎌倉市腰越864 鎌倉市腰越行政センター（腰越漁協付近から移設）

## 本所一つ目
杉山和一の献身的な施術に感心した徳川綱吉から「和一の欲しい物は何か」と問われた時、「一つでよいから目が欲しい」と答えた。綱吉は（本所一つ目）の方1町（約12,000平方メートル）を和一に与え、同地屋敷内には江ノ島弁財天の分霊を勧請した弁財天社が祀られた。
慶応2年（1866年）には和一が修行した江の島岩屋を模した岩窟も造られている。
第二次世界大戦後、杉山自身を祀る末社との合祀が行われ、同地に江島杉山神社として現存する。

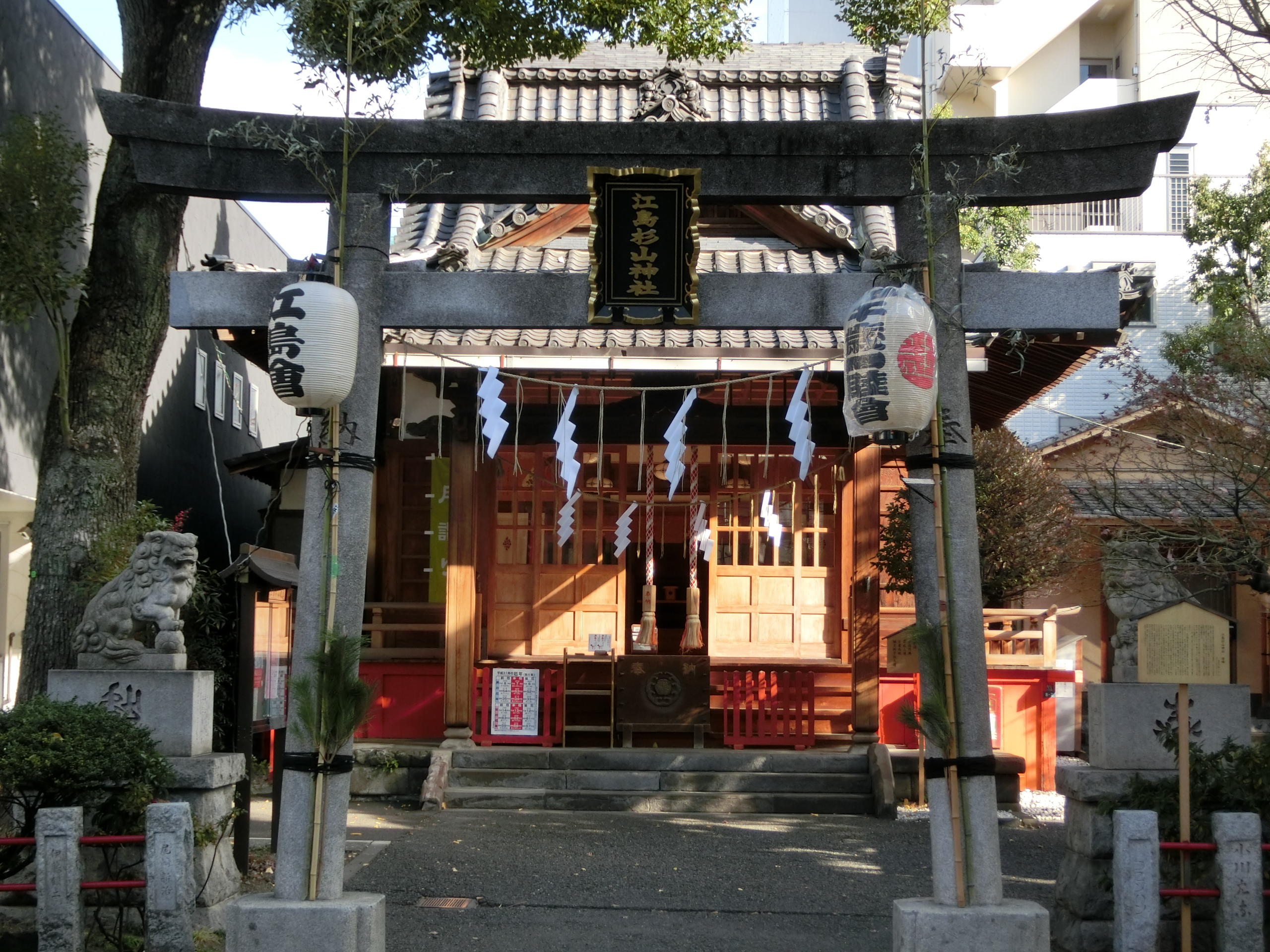
江島杉山神社
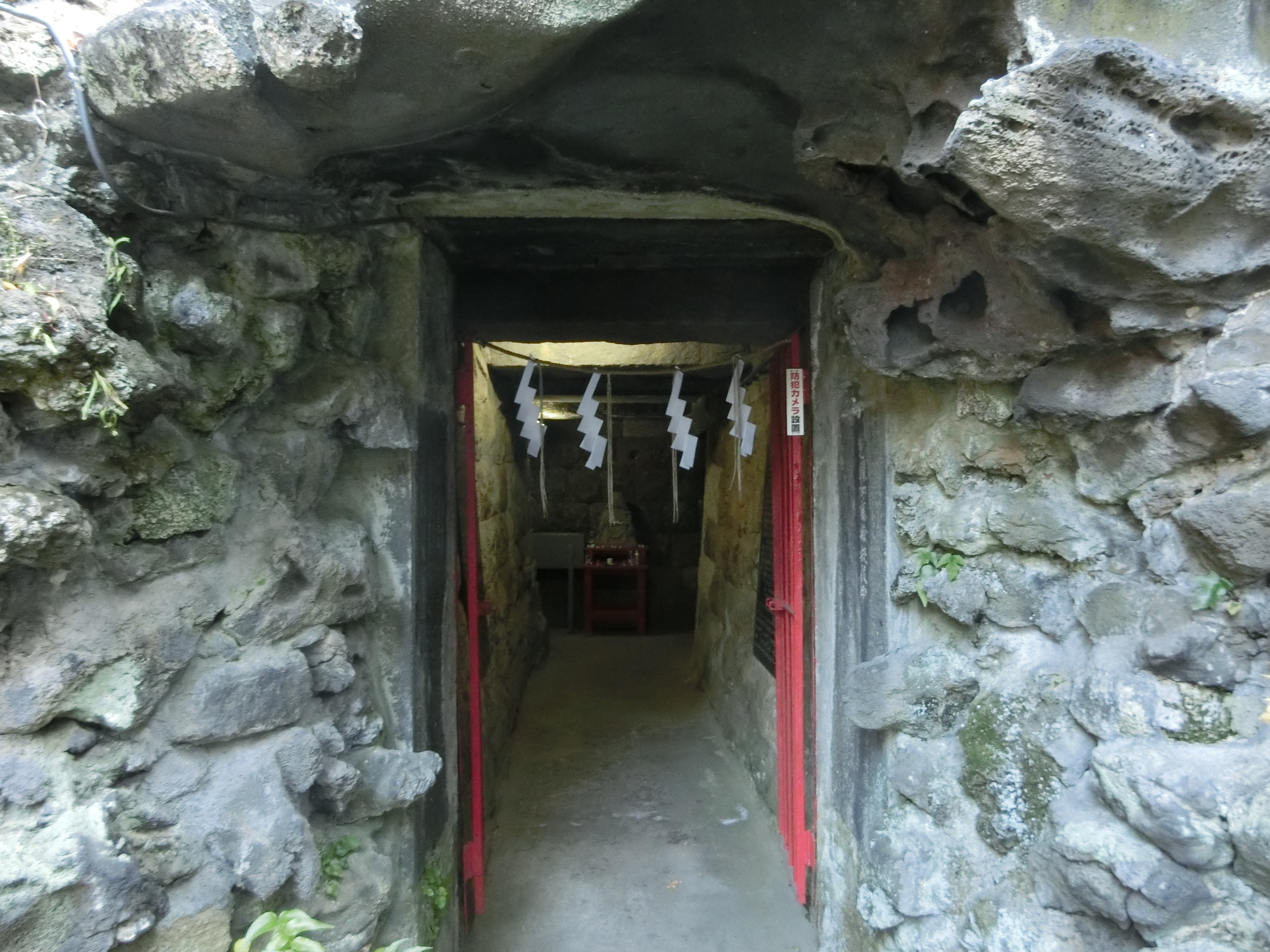
江島杉山神社にある岩窟
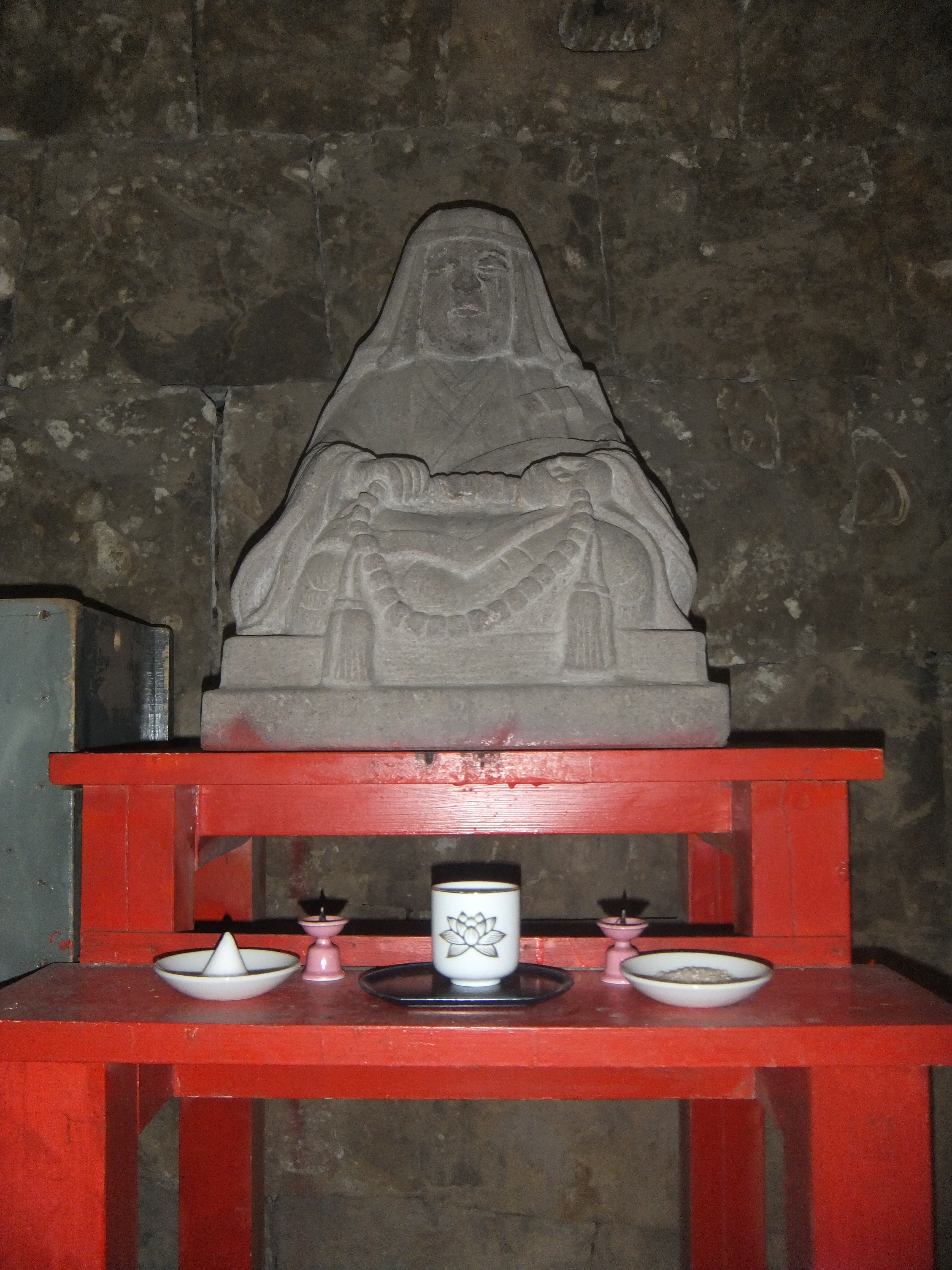
杉山和一の像

## 墓所
- 弥勒寺：笠塔婆であったが戦災により破損し、1960年（昭和35年）に現在の五輪塔になった[11]。1955年（昭和30年）に東京都指定旧跡となっている[15]。1978年（昭和53年）4月には、隣りに鍼供養碑が建てられた[11]。上記の江島杉山神社とは徒歩8分ほどである[1]。

- 藤沢市江の島江島神社下方、江の島市民の家裏手「西浦霊園墓地」にも笠塔婆型墓石がある。杉山は元禄7年（1694年）5月20日に死去したが、遺言により命日は観音の縁日である同18日とされた[1]。墓は一周忌に建てられ、前方左右にある石灯篭は元禄13年、七周忌に柳沢吉保室（正室）が寄進したものである[1]。

## 現代における顕彰
江島杉山神社には、杉山検校遺徳顕彰会が運営する記念館や、明治4年でいったん絶えた講習所の流れを組む杉山鍼按治療所が併設されている。江島神社に近い墓所前では墓前祭が行われており、2020年9月には杉山検校生誕410年記念像が建てられた。